# ビジネスカラー検定協会
一般社団法人ビジネスカラー検定協会 （びじねすからーけんていきょうかい）は、「ビジネスカラー能力検定®」の試験実施、並びに1級～3級の講座開講、運営を行い、カラーを広める為の広報活動を行う社団法人である。

## 沿革
- 2015年（平成27年）9月：「ビジネスカラー能力検定」開始。
- 2015年（平成27年）12月：一般社団法人ビジネスカラー検定協会を設立。
- 2016年（平成28年）6月：「ビジネスカラー能力検定」の商標申請が認可。
- 2016年（平成28年）12月：一般社団法人日本記念日協会から1月6日を「カラーの日」として認定を受ける。
- 2017年（平成29年）1月：「カラーの日」にグッドカラー2017「グリーン Green」を発表。
- 2018年（平成30年）1月：「カラーの日」にグッドカラー2018「レッド Red」を発表。
- 2019年（平成31年）1月：「カラーの日」にグッドカラー2019「ターコイズ Turquoise」を発表。

## 協会理念
- カラーを知って、カラーを使って、カラーを感じてもらうために、カラーの魅力を発信し続け、カラーで元気になる社会を創る。

## 活動内容
- 色彩学の歴史から研究されてきたカラーの活用を様々な検定を通じて広める。
- 色彩心理という視点からカラーへのアプローチを行い、普段の生活に色の意味を取り入れることでより充実して輝いた日常を目指す。
- ビジネスにおいてカラーが果たす役割をカラーを使いこなすことで理解する。
- 自らが体験したカラーの魅力を世界に広める。

## ビジネスカラー能力検定
- 3級
  - 目的：色彩心理学と色彩学を基に様々な場面でカラーを活用できるスキルの習得
  - 内容
    - 1.色の科学的根拠
    - 2.色彩心理
    - 3.色彩心理の活用
    - 4.配色のルール
    - 5.歴史の中の色彩
- 2級
  - 目的：カラー活用のシーンをさらに増やし、ビジネスのシーンでも使いこなしていく。
  - 内容
    - 1.日本と海外の色の違い
    - 2.心理学と色彩
    - 3.マッチングカラー診断
- 1級
  - 目的：ビジネスカラーの普及に貢献すべく、指導者として活躍していく人を養成する。
  - 内容
    - 1.指導者としてのコンピテンシー
    - 2.色彩心理の奥儀